# Don Phut (huyện)
Don Phut (tiếng Thái: ดอนพุด) là một huyện (amphoe) ở phía tây của tỉnh Saraburi, Thái Lan.

## Lịch sử
Tambon Don Phut, Dong Ta Ngao, Ban Luang và Phai Lio đã được tách ra từ Ban Mo để lập Tiểu huyện (king amphoe) Don Phut ngày 31 tháng 5 năm 1971. Tiểu huyện đã được nâng thành huyện ngày 4 tháng 11 năm 1993.
Phần lớn dân ở đây là người Phuan di cư từ Chiang Khong, Luang Phrabang và Viêng Chăn trong thời vua Rama II.

## Địa lý
Các huyện giáp ranh (từ phía bắc theo chiều kim đồng hồ) là: Mueang Lopburi của tỉnh Lopburi, Nong Don và Ban Mo của tỉnh Saraburi, Tha Ruea, Nakhon Luang, Maha Rat và Ban Phraek của tỉnh Ayutthaya.

## Hành chính
Huyện này được chia thành 4 phó huyện (tambon), các đơn vị này lại được chia ra thành 28 làng (muban). Don Phut là thị trấn (thesaban tambon) và nằm trên toàn bộ diện tích tambon ngoại trừ Dong Ta Ngau. Dong Ta Ngau được quản lý bởi một Tổ chức hành chính tambon.
| STT. | Tên          | Tên Thái | Số làng | Dân số |  |
| 1.   | Don Phut     | ดอนพุด    | 5       | 1.615  |  |
| 2.   | Phai Lio     | ไผ่หลิ่ว    | 7       | 1.352  |  |
| 3.   | Ban Luang    | บ้านหลวง  | 7       | 1.701  |  |
| 4.   | Dong Ta Ngao | ดงตะงาว  | 9       | 2.034  |  |